# 峰沢町
峰沢町（みねざわちょう）は、神奈川県横浜市保土ケ谷区の地名。「丁目」の設定のない単独町名である。住居表示未実施区域。

## 歴史

### 沿革
- 1940年（昭和15年）11月1日 - 峰岡町字三ツ沢の区域から新設。

## 世帯数と人口
2025年（令和7年）6月30日現在（横浜市発表）の世帯数と人口は以下の通りである。
| 町丁   | 世帯数    | 人口    |
| ------ | --------- | ------- |
| 峰沢町 | 2,150世帯 | 3,837人 |

### 人口の変遷
国勢調査による人口の推移。
| 年                 | 人口  |
| ------------------ | ----- |
| 1995年（平成7年）  | 4,268 |
| 2000年（平成12年） | 3,998 |
| 2005年（平成17年） | 4,009 |
| 2010年（平成22年） | 3,978 |
| 2015年（平成27年） | 3,865 |
| 2020年（令和2年）  | 3,912 |

### 世帯数の変遷
国勢調査による世帯数の推移。
| 年                 | 世帯数 |
| ------------------ | ------ |
| 1995年（平成7年）  | 1,430  |
| 2000年（平成12年） | 1,475  |
| 2005年（平成17年） | 1,636  |
| 2010年（平成22年） | 1,673  |
| 2015年（平成27年） | 1,728  |
| 2020年（令和2年）  | 1,948  |

## 学区
市立小・中学校に通う場合、学区は以下の通りとなる（2024年11月時点）。
| 番・番地等                                                         | 小学校               | 中学校                 |
| ------------------------------------------------------------------ | -------------------- | ---------------------- |
| 1〜306番地 307番地の1 307番地の3〜311番地 314〜341番地 343番地以降 | 横浜市立三ツ沢小学校 | 横浜市立松本中学校     |
| 307番地の2 312〜313番地 342番地                                    | 横浜市立常盤台小学校 | 横浜市立保土ケ谷中学校 |

## 事業所
2021年（令和3年）現在の経済センサス調査による事業所数と従業員数は以下の通りである。
| 町丁   | 事業所数 | 従業員数 |
| ------ | -------- | -------- |
| 峰沢町 | 76事業所 | 916人    |

### 事業者数の変遷
経済センサスによる事業所数の推移。
| 年                 | 事業者数 |
| ------------------ | -------- |
| 2016年（平成28年） | 73       |
| 2021年（令和3年）  | 76       |

### 従業員数の変遷
経済センサスによる従業員数の推移。
| 年                 | 従業員数 |
| ------------------ | -------- |
| 2016年（平成28年） | 851      |
| 2021年（令和3年）  | 916      |

## 交通
- 三ツ沢ジャンクション（第三京浜道路・横浜新道・首都高速三ツ沢線）がある。（一般道との出入口である保土ヶ谷インターチェンジは隣接する岡沢町にある）
- 鉄道：東部は横浜市営地下鉄ブルーライン三ツ沢上町駅に近い。北部は相鉄新横浜線羽沢横浜国大駅（JR埼京線と東急新横浜線に乗り入れ。）がやや近い。
- バス：東部（神奈川区との境）には横浜市営バス・相鉄バスが通る。また中央部を横浜駅・上星川駅間（釜台経由）の相鉄バス浜11系統が通る。

## 施設
- 相鉄バス横浜営業所

## その他

### 日本郵便
- 郵便番号 : 240-0061[3]（集配局：保土ヶ谷郵便局[16]）

### 警察
町内の警察の管轄区域は以下の通りである。
| 番・番地等 | 警察署         | 交番・駐在所 |
| ---------- | -------------- | ------------ |
| 全域       | 保土ケ谷警察署 | 岡沢町交番   |